# Consorti dei sovrani di Serbia
Questo è un elenco delle consorti dei monarchi serbi durante la storia della Serbia.

## Medioevo

### Principesse e Gran Principesse consorti (–1217)
| Immagine | Nome             | Padre                                       | Nascita                         | Matrimonio | Divenne principessa | Cessò di esser principessa         | Morte | Sposo            |
| -------- | ---------------- | ------------------------------------------- | ------------------------------- | ---------- | ------------------- | ---------------------------------- | ----- | ---------------- |
|          | Theodora Kosara  | Samuele di Bulgaria (Cometopuli)            | fl. 1010–16                     | 1010–14    |                     | 22 maggio 1016 (morte del marito)  |       | Jovan Vladimir   |
|          | Monomachina      | nipote di Costantino IX Monomaco (Monomaco) | –                               | –          |                     | –1081 (morte del marito)           |       | Mihailo I        |
|          | Jaquinta di Bari | Argyritzos normanno                         | –                               | –          |                     | –1101 (morte del marito)           |       | Costantino Bodin |
|          | Anna Diogenissa  | Costantino Diogene (Diogeni)                | c. 1074 – 1145                  |            | Before 1112         | –1140 (abdicazione del marito)     |       | Uroš I           |
|          | Anna             | non chiaro                                  | fl. 1196 – morta 22 giugno 1200 |            |                     | –1196 (abdicazione del marito)     |       | Stefan Nemanja   |
|          | Eudocia Angela   | Alessio III Angelo (Angeli)                 | fl. 1186–1211                   |            | 1186–91             | dopo il 1198 or 1201–02 (divorzio) |       | Stefan Nemanjić  |

### Regine consorti

#### Dinastia Nemanjić (1217–1365)
| Immagine | Nome                           | Ascendenza                               | Vita                 | Matrimonio                | Fine                               | Sposo                     |
| -------- | ------------------------------ | ---------------------------------------- | -------------------- | ------------------------- | ---------------------------------- | ------------------------- |
|          | Anna Dandolo                   | Renier Dandolo (Dandolo)                 | ?–1264               | 1216/1217                 | 1217 – 24 settembre 1228           | Stefano Nemanjić          |
|          | Anna Angelina Komnene Doukaina | Teodoro I d'Epiro (Angeli)               | –1258                | 1219/20                   | 24 settembre 1228 – 1233           | Stefano Radoslav          |
|          | Beloslava di Bulgaria          | Ivan Asen II (dinastia Asen)             | – dopo il 1285       | 1233                      | 1233/4–1243                        | Stefano Vladislav I       |
|          | Elena d'Angiò                  | ? (Angioini ?)                           | 1236–8 febbraio 1314 | 1245/50                   | 1236–autunno 1276                  | Stefano Uroš I            |
|          | Caterina d'Ungheria            | Stefano V d'Ungheria (Arpadi)            | 1256 – dopo il 1314  | 1268–71                   | 1276–1282                          | Stefano Dragutin          |
|          | Elena Ducaina Angelina         | Giovanni I Ducas, Sebastokratōr (Angeli) | – dopo il 1294       | dopo il 1272              | 1282–1283                          | Stefano Uroš II Milutin   |
|          | Elisabetta d'Ungheria          | Stefano V d'Ungheria (Arpadi)            | 1255–1313/26         | 1283                      | 1283–1284                          | Stefano Uroš II Milutin   |
|          | Ana Terter                     | Giorgio I di Bulgaria (Terter)           | 1256 – dopo il 1304  | prima dell'11 agosto 1284 | 1284–1299                          | Stefano Uroš II Milutin   |
|          | Simonida Palaiologina          | Andronico II Paleologo (Paleologi)       | 1289/94–1340         | 1299                      | 1299 – 29 ottobre 1321             | Stefano Uroš II Milutin   |
|          | Teodora di Bulgaria            | Smilec di Bulgaria (Smilec)              | – 20 dicembre 1322   | 24 agosto 1296            | 29 ottobre 1321 – 20 dicembre 1322 | Stefano Uroš III Dečanski |
|          | Maria Palaiologina             | Giovanni Paleologo (Paleologi)           | 1313/14–1355         | 1325/26                   | 1326 – 8 settembre 1331            | Stefano Uroš III Dečanski |
|          | Elena di Bulgaria              | Sratsimir di Kran (Shishman)             | –1374                | 19 aprile 1332            | 1332 – 16 aprile 1346              | Stefano Uroš IV Dušan     |

### Imperatrici consorti

#### Dinastia Nemanjić (1346–71)
| Immagine | Nome              | Padre                                     | Nascita | Matrimonio     | Divenne consorte                   | Cessò di essere Consorte            | Morte | Coniuge               |
| -------- | ----------------- | ----------------------------------------- | ------- | -------------- | ---------------------------------- | ----------------------------------- | ----- | --------------------- |
|          | Elena di Bulgaria | Sratsimir di Kran (Shishman)              | -       | 19 aprile 1332 | 16 aprile 1346 divenne imperatrice | 20 dicembre 1355 (morte del marito) | 1374  | Stefano Uroš IV Dušan |
|          | Anna di Valacchia | Nicola Alessandro di Valacchia (Basarabo) | -       | Luglio 1360    | Luglio 1360                        | 4 dicembre 1371 (morte del marito)  | -     | Stefano Uroš V        |

### Era dei magnati

#### Famiglia Mrnjavčević (1365–95)
| Immagine                            | Nome          | Padre                                                   | Nascita | Matrimonio  | Divenne consorte                                                               | Cessò di essere consorte           | Morte | Coniuge             |
| ----------------------------------- | ------------- | ------------------------------------------------------- | ------- | ----------- | ------------------------------------------------------------------------------ | ---------------------------------- | ----- | ------------------- |
|                                     | Alena         | -                                                       | -       | -           | Agosto/settembre 1365 incoronazione del marito come co-re sotto Stefano Uroš V | 26 settembre 1371 morte del marito | -     | Vukašin Mrnjavčević |
|                                     | Elena Hlapena | Radoslav Hlapen, signore di Kastoria e Edessa (Hlapen)  | -       | -           | 1366 associazione del marito come co-re 26 settembre 1371 ascesa del marito    | - ripudiata                        | -     | Marko Mrnjavčević   |
| 26 settembre 1371 ascesa del marito | Elena Hlapena | Radoslav Hlapen, signore di Kastoria e Edessa (Hlapen)  | -       | -           |                                                                                | - ripudiata                        | -     | Marko Mrnjavčević   |
|                                     | Teodora       | Grgur                                                   | -       | -           | -                                                                              | -                                  | -     | Marko Mrnjavčević   |
|                                     | Elena Hlapena | Radoslav Hlapen, Signore di Kastoria ed Edessa (Hlapen) | -       | - risposata | - risposata                                                                    | 17 maggio 1395 morte del marito    | -     | Marko Mrnjavčević   |

#### Famiglia Lazarević (1371–1402)
| Immagine | Nome                      | Padre                      | Nascita         | Matrimonio | Divenne consorte                    | Ceased to be Consort            | Death            | Spouse              |
| -------- | ------------------------- | -------------------------- | --------------- | ---------- | ----------------------------------- | ------------------------------- | ---------------- | ------------------- |
|          | Milica Nemanjić di Serbia | Vratko Nemanjić (Nemanjić) | attorno al 1300 | 1353       | 2/4 dicembre 1371 ascesa del marito | 28 giugno 1389 morte del marito | 11 novembre 1405 | Lazar Hrebeljanović |

### Despota consorte

#### Dinastia Lazarević (1402–27)
| Immagine | Nome             | Padre                                | Nascita | Matrimonio | Divenne consorte | Cessò di essere Consorte        | Morte | Coniuge            |
| -------- | ---------------- | ------------------------------------ | ------- | ---------- | ---------------- | ------------------------------- | ----- | ------------------ |
|          | Elena Gattilusio | Francesco II Gattilusio (Gattilusio) | -       | 1405       | 1405             | 19 luglio 1427 morte del marito | -     | Stefano III Lazaro |

#### Dinastia Branković (1427–59)
| Immagine | Nome                                  | Padre                              | Nascita | Matrimonio       | Divenne consorte                   | Cessò di essere Consorte          | Morte           | Coniuge              |
| -------- | ------------------------------------- | ---------------------------------- | ------- | ---------------- | ---------------------------------- | --------------------------------- | --------------- | -------------------- |
|          | Irene Cantacuzena                     | Teodoro Cantacuzeno (Cantacuzenoi) | 1400    | 26 dicembre 1414 | 1427 ascesa del marito             | 24 dicembre 1456 morte del marito | 2/3 maggio 1457 | Đurađ Branković      |
|          | Elena Paleologa, despota della Serbia | Tommaso Paleologo (Paleologi)      | 1430    | 1446             | 24 dicembre 1456 ascesa del marito | 20 gennaio 1458 morte del marito  | 7 novembre 1473 | Lazzaro II Branković |

#### Dinastia Kotromanić (1459)
| Immagine | Nome                  | Padre                            | Nascita | Matrimonio    | Divenne consorte | Cessò di essere Consorte          | Morte | Coniuge                     |
| -------- | --------------------- | -------------------------------- | ------- | ------------- | ---------------- | --------------------------------- | ----- | --------------------------- |
|          | Elena Maria di Serbia | Lazzaro II Branković (Brankovic) | 1447    | 1 aprile 1459 | 1 aprile 1459    | 20 giugno 1459 conquista ottomana | 1498  | Stefano Tomašević di Bosnia |

### Despota consorte (in esilio)

#### Dinastia Branković (1459-1504)
| Immagine | Nome               | Padre                                | Nascita | Matrimonio    | Divenne consorte | Cessò di essere Consorte          | Morte          | Coniuge                 |
| -------- | ------------------ | ------------------------------------ | ------- | ------------- | ---------------- | --------------------------------- | -------------- | ----------------------- |
|          | Angelina Arianit   | Gjergj Arianiti (Arianiti)           | -       | Novembre 1460 | Novembre 1460    | 9 ottobre 1476 morte del marito   | 30 luglio 1520 | Stefano III Brankovic   |
|          | Barbara Frankopan  | Sigismondo Frankopan (Frankopan)     | -       | 1482          | 1482             | 16 aprile 1485 morte del marito   | 1508           | Vuk Grgurevic Brankovic |
|          | Isabella del Balzo | Agilberto, duca di Nardò (del Balzo) | -       | 1486          | 1486             | circa 1497 ritiro del marito      | -              | Đorđe Branković         |
|          | Jelena Jakšić      | Stefan Jakšić (Jakšić)               | -       | -             | -                | 10 dicembre 1502 morte del marito | dopo il 1529   | Jovan Brankovic         |

#### Dinastia Berislavić (1504–36)
| Immagine | Nome               | Padre                                          | Nascita | Matrimonio  | Divenne consorte | Cessò di essere consorte | Morte        | Coniuge            |
| -------- | ------------------ | ---------------------------------------------- | ------- | ----------- | ---------------- | ------------------------ | ------------ | ------------------ |
|          | Jelena Jakšić      | Stefan Jakšić (Jakšić)                         | -       | Maggio 1504 | Maggio 1504      | 1514 morte del marito    | dopo il 1529 | Ivaniš Berislavić  |
|          | Caterina Batthyány | Boldizsár Batthyány, bano di Jajce (Batthyány) | -       | -           | -                | 1536 morte del marito    | dopo il 1542 | Stjepan Berislavić |

## Epoca moderna

### Consorte del Grande Leader

#### Dinastia Karađorđević (1804–13)
| Immagine | Nome             | Padre                        | Nascita     | Matrimonio | Divenne consorte | Cessò di essere consorte | Morte           | Coniuge            |
| -------- | ---------------- | ---------------------------- | ----------- | ---------- | ---------------- | ------------------------ | --------------- | ------------------ |
|          | Jelena Jovanović | Nikola Jovanovic (Jovanovic) | 1765 o 1771 | 1785       | 15 febbraio 1804 | 21 settembre 1813        | 9 febbraio 1842 | Karađorđe Petrović |

### Principesse consorti

#### Dinastia Obrenović (1815–42)
| Immagine | Nome                | Padre                             | Nascita        | Matrimonio | Divenne consorte                    | Cessò di essere consorte              | Morte          | Coniuge           |
| -------- | ------------------- | --------------------------------- | -------------- | ---------- | ----------------------------------- | ------------------------------------- | -------------- | ----------------- |
|          | Ljubica Vukomanović | Radosav Vukomanović (Vukomanović) | Settembre 1788 | 1805       | 6 novembre 1817 elezione del marito | 25 giugno 1839 abdicazione del marito | 26 maggio 1843 | Miloš Obrenović I |

#### Dinastia Karađorđević (1842–58)
| Immagine | Nome              | Padre                                | Nascita          | Matrimonio    | Divenne consorte                      | Cessò di essere consorte               | Morte         | Coniuge                |
| -------- | ----------------- | ------------------------------------ | ---------------- | ------------- | ------------------------------------- | -------------------------------------- | ------------- | ---------------------- |
|          | Persida Nenadović | Voivodo Jevrem Nenadović (Nenadović) | 15 febbraio 1813 | 1 giugno 1830 | 14 settembre 1842 elezione del marito | 24 ottobre 1858 abdicazione del marito | 29 marzo 1873 | Alexander Karađorđević |

#### Dinastia Obrenović (1858–82)
| Immagine | Nome                     | Padre                                                | Nascita        | Matrimonio      | Divenne consorte                    | Cessò di essere consorte              | Morte            | Coniuge               |
| -------- | ------------------------ | ---------------------------------------------------- | -------------- | --------------- | ----------------------------------- | ------------------------------------- | ---------------- | --------------------- |
|          | Júlia Hunyady de Kethely | Conte Ferenc Hunyady de Kéthely (Hunyady de Kéthely) | 26 agosto 1831 | 1 agosto 1853   | 26 settembre 1860 ascesa del marito | 10 giugno 1868 assassinio del marito  | 19 febbraio 1919 | Mihailo Obrenović III |
|          | Natalija Keshko          | Pietro Keshko (Keshko)                               | 15 maggio 1859 | 17 ottobre 1875 | 17 ottobre 1875                     | 6 marzo 1882 divenne regina di Serbia | 8 maggio 1941    | Milan Obrenović IV    |

## Regine consorti

### Dinastia Obrenović (1882-1903)
| Immagine | Nome           | Padre                                       | Nascita           | Matrimonio      | Divenne consorte                      | Cessò di essere Consorte             | Morte          | Coniuge      |
| -------- | -------------- | ------------------------------------------- | ----------------- | --------------- | ------------------------------------- | ------------------------------------ | -------------- | ------------ |
|          | Natalia Keshko | Pietro Keshko (KeshkoKeshko)                | 15 maggio 1859    | 17 ottobre 1875 | 6 marzo 1882 divenne regina di Serbia | 24 ottobre 1888 divorzio controverso | 8 maggio 1941  | Milan I      |
|          | Draga Mašin    | Pantelija Lunjevica Milićević ( Lunjevica ) | 23 settembre 1861 | 5 agosto 1900   | 5 agosto 1900                         | 11 giugno 1903                       | 11 giugno 1903 | Alessandro I |

## Regina consorte dei serbi, croati e sloveni

### Dinastia Karađorđević (1918-1929)
| Immagine | Nome             | Padre                                              | Nascita        | Matrimonio    | Divenne consorte | Cessò di essere Consorte                    | Morte          | Coniuge      |
| -------- | ---------------- | -------------------------------------------------- | -------------- | ------------- | ---------------- | ------------------------------------------- | -------------- | ------------ |
|          | Maria di Romania | Ferdinando I di Romania (Hohenzollern-Sigmaringen) | 6 gennaio 1900 | 8 giugno 1922 | 8 giugno 1922    | 6 gennaio 1929 divenne regina di Jugoslavia | 22 giugno 1961 | Alessandro I |

## Regine consorti di Jugoslavia

### Dinastia Karađorđević (1929-1945)
| Immagine | Nome                             | Padre                                              | Nascita        | Matrimonio    | Divenne consorte                            | Cessò di essere Consorte        | Morte           | Coniuge      |
| -------- | -------------------------------- | -------------------------------------------------- | -------------- | ------------- | ------------------------------------------- | ------------------------------- | --------------- | ------------ |
|          | Maria di Romania                 | Ferdinando I di Romania (Hohenzollern-Sigmaringen) | 6 gennaio 1900 | 8 giugno 1922 | 6 gennaio 1929 divenne regina di Jugoslavia | 9 ottobre 1934 morte del marito | 22 giugno 1961  | Alessandro I |
|          | Alessandra di Grecia e Danimarca | Alessandro di Grecia (Glücksburg)                  | 25 marzo 1921  | 20 marzo 1944 | 20 marzo 1944                               | 29 novembre 1945 regno abolito  | 30 gennaio 1993 | Pietro II    |